# Juan Álvarez Rubiño
Juan Silvestre Álvarez Rubiño (Mejillones, 30 de octubre de 1942-Valparaíso, 28 de octubre de 2023) fue un futbolista chileno apodado el "Tanque". Jugaba de delantero y fue uno de los máximos goleadores del Santiago Wanderers siendo ídolo de este club donde obtuvo un título, también es ídolo del cuadro que le dio la oportunidad de ser futbolista profesional, San Luis de Quillota.

## Trayectoria
Nacido en Mejillones se trasladó de pequeño a Limache para poder estudiar, en aquella ciudad fue descubierto por San Luis de Quillota pasando a formar parte del club canario. En el club quillotano destacó por su entrega permaneciendo en el por dos años hasta cuando en un partido amistoso José Pérez, técnico de Santiago Wanderers, lo sorprende y decide llevárselo al club porteño.
En el club de Valparaíso rápidamente se consolidó como titular y en uno de los goleadores del equipo siendo parte del mítico equipo de "Los Panzers" que obtendrían el título de 1968, luego de eso partiría a Lota Schwager donde obtendría el primer título de aquel club el cual sería de la Segunda División. Tras permanecer año y medio en el cuadro del carbón tuvo pasos por Deportes La Serena, Palestino y Bolívar de Bolivia para luego regresar a Santiago Wanderers.
En su segundo ciclo por Santiago Wanderers se consolida como uno de los goleadores históricos del club. En 1976 pasó a Unión La Calera, donde se retiró debido a una sanción por 15 fechas luego de supuestamente agredir a un árbitro.
Luego del retiro, pasó a trabajar en las divisiones inferiores del club porteño teniendo a jugadores como Reinaldo Navia, David Pizarro y Rodrigo Naranjo a su cargo.

## Clubes
| Club               | País    | Año       |
| ------------------ | ------- | --------- |
| San Luis           | Chile   | 1959-1961 |
| Santiago Wanderers | Chile   | 1962-1969 |
| Lota Schwager      | Chile   | 1969-1970 |
| Deportes La Serena | Chile   | 1971      |
| Palestino          | Chile   | 1972      |
| Bolívar            | Bolivia | 1973      |
| Santiago Wanderers | Chile   | 1974-1975 |
| Unión La Calera    | Chile   | 1976      |

## Palmarés

### Campeonatos nacionales
| Título           | Club               | País  | Año  |
| ---------------- | ------------------ | ----- | ---- |
| Primera División | Santiago Wanderers | Chile | 1968 |
| Primera B        | Lota Schwager      | Chile | 1969 |
| Primera B        | Palestino          | Chile | 1972 |